# 莫爾尼察河
莫爾尼察河（烏克蘭語：Молниця），是烏克蘭西部的河流，屬於普魯特河的右支流。該河發源自彼得拉希夫卡以東，流經切爾尼夫齊州的切爾尼夫齊區，河道全長19公里，流域面積117平方公里。